# هیلتون سان‌فرانسیسکو یونیون اسکوئر
هیلتون سان فرانسیسکو یونیون اسکوئر (انگلیسی: Hilton San Francisco Union Square) یک هتل و آسمان‌خراش در سان فرانسیسکو، کالیفرنیا است.
این هتل که شامل ۲ برج می‌شود، برج اول در سال ۱۹۷۲ و برج دوم در سال ۱۹۸۴ افتتاح شده است و در مجموع دارای ۱۹۱۱ اتاق می‌باشد.